# Helodium blandowii
Helodium blandowii là một loài Rêu trong họ Thuidiaceae. Loài này được (F. Weber & D. Mohr) Warnst. mô tả khoa học đầu tiên năm 1905.